# 劉存慧
劉存慧（？—？），號性如，錦衣衛大同衛匠籍，山西蔚州人。

## 生平
存慧万历三十一年（1603年）癸卯科山西乡试举人，曾任博野县教谕，四十七年（1619年）己未科進士，礼部觀政，天啓元年授工部营缮司主事，四年復除虞衡司主事，管验试所，六年升员外郎，管街道，加升署郎中，七年升虞衡司郎中，出任兖州府知府，崇祯三年十月升湖广副使，官至兖东兵备副使。

## 家族
曾祖劉全。祖劉河。父河鑰。兄刘通，万历中由举人官罗江知县，居乡御變周急，与弟存慧孝友敦笃，邦人化焉。